# پیل الکتریکی
پیل الکتریکی

## تاریخچه

### در ایران باستان
پیل الکتریکی در فاصله سال‌های ۲۵۰ ق.م تا ۲۲۴ پ.م در تیسفون ساخته شد. این باتریها به باتری‌های بغداد مشهورند. شرکت جنرال الکتریک این باتریها را با روش تعیین عمر کربنی (به انگلیسی: Radiocarbon dating) شبیه سازی کرده‌است. معلوم شده‌است که قدمت این پیلها به ۲۰۰ سال پیش از میلاد می‌رسد. این پیلها دارای بدنهٔ بیرونی از جنس ارتن ور بوده که حاوی میله‌ای آهنی است و به وسیلهٔ بخشی از بدنهٔ مسی (میلهٔ آهنی درون استوانهٔ مسی) ایزوله شده‌است. زمانی که درون محفظه با محلولی الکترولیت مانند آبلیمو پر شود، این وسیله جریان الکتریکی خفیفی تولید می‌کند. این احتمال وجود دارد که این وسیله برای آبکاری الکتریکی جواهر به کار می‌رفته است.البته بنا بر گفته ویلیام اسکاتلی باستان شناس انگلیسی اولین نمونه ها و پیل های اولیه مربوط به گروهی از پارت های هندوآریایی است که در حدود ۲۵۰۰ سال پیش از میلاد در این منطقه حضور داشته اند
سند دیگری که دال بر اختراع پیلهای الکتریکی توسط اشکانیان است توسط باستان شناس آلمانی ویلهلم کونیگ به دست آمد. وی که در سال ۱۹۳۸ ادارهٔ موزه بغداد را به عهده داشت، در زیر زمین این موزه به جعبه‌ای برخورد که اشیای عجیبی در خود داشت. او پس از تحقیقاتی به این نتیجه رسید که این وسیله شبیه یک باتری مدرن است. او در مقاله‌ای این مطلب را منتشر کرد و از این وسیله با عنوان باتری باستانی یاد کرد که برای آبکاری الکتریکی و انتقال لایه‌ای از طلا یا نقره از سطحی به سطح دیگر به کار می‌رفته است.
این تئوری بعدها توسط دانشمندان دیگری به بوته آزمایش سپرده شد. ویلارد گری، مهندس برق شرکت جنرال الکتریک در ایالت ماساچوست، پس از مطالعهٔ مقالهٔ کونیگ تصمیم گرفت باتری بغداد را بازسازی کند. وی درون کوزهٔ سفالین را با آب انگور، سرکه یا محلول سولفات مس پر کرد و موفق به تولید ولتاژ حدود ۱٫۵ تا ۲ ولت شد. بعدها دکتر اگبرشت، مصرشناس مشهور در سال ۱۹۷۸ نمونه‌ای از باتریهای بغداد را بازسازی کرد و آن را با آب انگور پر نمود و توانست ولتاژ ۰٫۸۷ ولت تولید کند. وی از این پیلها برای طلاکاری یک پیکرهٔ نقره‌ای استفاده کرد. نمونه‌های بیشتری از این باتری‌های باستانی در سال ۱۹۹۹ توسط دانشجویان دکتر Marjorie Senechal، استاد ریاضیات و تاریخ علم در Smith College ماساچوست، ساخته شد. آن‌ها با پر کردن کوزهٔ آن با سرکه قادر به تولید ولتاژ ۱٫۱ ولت بودند. علاوه بر تئوری استفاده از این باتریها برای آبکاری الکتریکی فلزها، تئوری‌های دیگری مبنی بر استفادهٔ پزشکی یا موارد دیگر داده شده"